# Ulf Ahlberg
Ulf Stefan Ahlberg, född 6 maj 1961 i Falkenberg, är en svensk filmproducent, regissör och fotograf.

## Filmografi

### Regi
- 1998 – Handelsresande i liv

### Producent
- 2006 – Wellkåmm to Verona
- 2007 – Iskariot

### Foto
- 1998 – Handelsresande i liv